# 洵口镇
洵口镇，是中华人民共和国江西省抚州市黎川县下辖的一个乡镇级行政单位。

## 行政区划
洵口镇下辖以下地区：
洵口社区、洵口村、下寨村、白沙村、石莲村、皮边村和渠源村。